# Juda

Lejonet av Juda på Jerusalems vapensköld.

Juda (hebreiska: יְהוּדָה, Yehuda) var enligt Första Mosebok Jakobs fjärde son och ledaren av Juda stam. Än idag finns det ett landområde intill Jerusalem som bär hans namn.
Juda stam var den ledande stammen i Juda rike, och befolkade den större delen av området förutom en liten region i nordost befolkad av Benjamin, och en enklav i sydväst befolkad av Simeon.
Enligt klassisk rabbinsk litteratur föddes Juda på den femtonde dagen i månaden sivan. Juda fick sönerna Er, Onan och Shela med dottern till den kanaaneiske köpmannen Shua, och tvillingarna Peres och Sera med Ers hustru Tamar. Er och Onan kom att dö barnlösa innan de kom till Egypten.
Kung David och Jesus var avkomlingar till Juda.